# Episodi di Tell Me a Story (seconda stagione)
La seconda stagione della serie televisiva Tell Me a Story, composta da 10 episodi, è stata distribuita su CBS All Access dal 5 dicembre 2019 al 6 febbraio 2020.
In Italia, la stagione è andata in onda in prima visione sul canale satellitare Sky Serie il 9 febbraio 2022.
| nº | Titolo          | Pubblicazione USA | Prima TV Italia |
| -- | --------------- | ----------------- | --------------- |
| 1  | The Curse       | 5 dicembre 2019   | 9 febbraio 2022 |
| 2  | Writer's Block  | 12 dicembre 2019  | 9 febbraio 2022 |
| 3  | Family Business | 19 dicembre 2019  | 9 febbraio 2022 |
| 4  | Number One Fan  | 26 dicembre 2019  | 9 febbraio 2022 |
| 5  | New Pages       | 2 gennaio 2020    | 9 febbraio 2022 |
| 6  | Lost and Found  | 9 gennaio 2020    | 9 febbraio 2022 |
| 7  | Thorns and All  | 16 gennaio 2020   | 9 febbraio 2022 |
| 8  | Sweet Dreams    | 23 gennaio 2020   | 9 febbraio 2022 |
| 9  | Favorite Son    | 30 gennaio 2020   | 9 febbraio 2022 |
| 10 | Ever After      | 6 febbraio 2020   | 9 febbraio 2022 |